# Екваторијална повратна струја
Екваторијална повратна струја је топла морска струја која настаје у Атлантику, Тихом и Индијском океану као резултат екваторијалних тишина. Оне су по постанку и разовју исте струје, али их ипак треба разликовати.

## Атлантски океан
Екваторијална атлантска повратна струја настаје у близини обала Бразила од вода Северноекваторијалне и Јужноекваторијалне струје, које се у појасу екваторијалних тишина крећу према истоку, тј. према обалама Африке. Њена температура износи око 24°C, а салинитет се креће у границама од око 34,5 промила. У близини афричког копна воде Повратне струје прелазе у Гвинејску струју.

## Индијски океан
Екваторијална индијска повратна струја се формира само у зимској половини године захваљујући смени монсуна. Хране је воде Јужнокваторијалне струје која се одбија од обала Танзаније и скреће према истоку.